# براش
براش هي جزيرة تقع في البحر الأدرياتيكي ضمن حدود كرواتيا،تبلغ مساحة الجزيرة 396 كم مربع  مما يجعلها أكبر جزيرة في دالماسيا و الثالث في الأدرياتيكي.يبلغ عدد سكان الجزيرة 13،956 نسمة.